# Tjudinka
Tjudinka (ryska: Чудинка) är ett vattendrag i Belarus.   Det ligger i voblasten Vitsebsks voblast, i den nordöstra delen av landet, 190 km nordost om huvudstaden Minsk.
Omgivningarna runt Tjudinka är en mosaik av jordbruksmark och naturlig växtlighet. Runt Tjudinka är det glesbefolkat, med 16 invånare per kvadratkilometer.